# Château-Gontier-sur-Mayenne
Château-Gontier-sur-Mayenne é uma comuna francesa na região administrativa do País do Loire, no departamento de Mayenne. Estende-se por uma área de 68.49 km². Em 2010 a comuna tinha 17 576 habitantes (densidade: 256,6 hab./km²).
Foi criada em 1 de janeiro de 2019, a partir da fusão das antigas comunas de Château-Gontier (sede da comuna), Azé e Saint-Fort.